# HAT-P-42 b
HAT-P-42 b (Iolaus) – planeta pozasłoneczna krążąca wokół gwiazdy HAT-P-42 (Lerna) w gwiazdozbiorze Hydry odległej o około 1340 lat świetlnych od Słońca.

## Odkrycie
Planeta została odkryta w 2012 roku w ramach projektu HATNet. Odkryto ją metodą obserwacji tranzytów, co pozwoliło równocześnie wyznaczyć promień i rzeczywistą masę tej planety. Tranzyty planety mają miejsce co 111 godzin i trwają ok. 4 godzin.

## Charakterystyka
Jest to gorący jowisz, gazowy olbrzym o masie równej (z dokładnością do niepewności) masie Jowisza, który obiega swoją gwiazdę w średniej odległości 0,06 au. Ze względu na bliskość gwiazdy ma temperaturę około 1400 kelwinów. Jego promień jest równy ok. 1,3 promienia Jowisza, co pozwala obliczyć gęstość planety, równą 0,61 g/cm³.

## Nazwa
Planeta ma nazwę własną Iolaus, pochodzącą z mitologii greckiej. Jolaos był bratankiem Heraklesa, który m.in. towarzyszył mu w walce z hydrą lernejską, okrążając jezioro koło Lerny, tak jak planeta krąży wokół gwiazdy. Nazwa została wyłoniona w konkursie, który zorganizowała w 2019 roku Międzynarodowa Unia Astronomiczna w ramach stulecia istnienia organizacji. Sto państw zyskało prawo nazwania gwiazd i okrążających je planet, a uczestnicy z Grecji mogli wybrać nazwę dla tej planety. Wybrane nazwy miały być powiązane tematycznie z Grecją. Spośród nadesłanych propozycji zwyciężyły nazwy „Lerna” dla gwiazdy i „Iolaus” dla planety.